# Peix serra comú
El peix serra comú (Pristis pristis) és una espècie de peix cartilaginós batoïdeu de la família Pristidae, que es troba a les aigües subtropicals de l'oceà Pacífic, entre les latituds 45°N i 17° S. Pot arribar a mesurar més de 5 metres.
No s'ha de confondre amb l'emperador.